# 徐威龙
徐威龙（1989年6月26日—），中国足球运动员，司职后卫，现效力于中国足球乙级联赛球队梅县客家。

## 俱乐部生涯
徐威龙在2007年从广州医药的二队租借到中乙球队广东日之泉，并在2008赛季帮助球队以联赛亚军的成绩升上中甲联赛。2010年，徐威龙被提升到广州一队效力才正式回归广州队，但其后因为半月板撕裂缺席整个赛季。2011年初，徐威龙和广州恒大队解约。
2013年，徐威龙加盟中乙球队梅县客家。